# Khan Tengri
Khan Tengri är med en höjd på 7 010 meter (utan glaciärtäcke 6 995 meter) det näst högsta berget i Tianshan, efter Dzjengisj Tjokusu. Berget är beläget öster om sjön Issyk Kul, på gränsen mellan Kazakstan och Kirgizistan. Det är Kazakstans högsta topp och Kirgizistans tredje högsta (efter Dzjengisj Tjokusu och Pik Lenina). Namnet betyder ungefär "himlens herre" på turkspråk (jämför även khan och Tengri).
År 1856 identifierade den ryske geografen och biologen Pjotr Semjonov-Tian-Sjanskij berget som den högsta toppen i Tianshan. Detta ändrades dock i samband med upptäckten av Dzjengisj Tjokusu 1946. Ett misslyckat försök att bestiga Khan Tengri utfördes 1902 av den tyske bergsbestigaren Gottfried Merzbacher. Berget bestegs första gången 1931 av ukrainaren Mychajlo Prohrebitskyj.
Berget omnämns för första gången under 800-talet i kinesiska dokument. Det är heligt för regionens nomadfolken.